# Unterseeboot 177
Le Unterseeboot 177 (ou U-177) est un sous-marin allemand (U-Boot) de type IX D2 utilisé par la Kriegsmarine pendant la Seconde Guerre mondiale.

## Historique
Mis en service le 15 novembre 1942, l'Unterseeboot 177 effectue son temps d'entraînement initial dans la 4. Unterseebootsflottille à Stettin en province de Poméranie jusqu'au 30 septembre 1942, où il rejoint la formation de combat 10. Unterseebootsflottille à Lorient avant de rejoindre le 1er décembre 1942 la 12. Unterseebootsflottille à Bordeaux.
Il quitte le port de Kiel pour sa première patrouille le 17 septembre 1942 sous les ordres du Kapitänleutnant Robert Gysae. 

Le 23 septembre 1942, à 13 heures 30 minutes, au sud-est de l'Islande, l'U-Boot est bombardé par un avion bimoteur alors qu'il est en plongée. La bombe ne cause aucun dommage.

Après 128 jours en mer et un palmarès de six navires marchands coulés pour un total de 49 371 tonneaux  et un navire marchand endommagé de 2 588 tonneaux, il rejoint la base sous-marine de Bordeaux le 22 janvier 1943.
L'Unterseeboot 177 effectue trois patrouilles dans lesquelles il coule quatorze navires marchands pour un total de 87 388 tonneaux et endommage un navire marchand de 2 588 tonneaux au cours de ses 348 jours en mer.
Au cours de sa deuxième patrouille, le 6 juin 1943, alors qu'un convoi navigue au large de la côte sud-ouest de l'Afrique dans un épais brouillard, l'U-177 apparaît soudainement au milieu du convoi. L'escorte fait feu sans tarder. Un hydravion PBY Catalina canadien (RCAF Squadron 413) lui largue trois bombes. L'U-Boot s'échappe.
Sa troisième patrouille part de la base sous-marine de La Rochelle le 2 janvier 1944 sous les ordres du korvettenkapitän Heinz Buchholz. Après 36 jours en mer, l'U-177 est coulé le 6 février 1944 dans l'océan Atlantique sud, à l'ouest de l'île de l'Ascension, à la position géographique de 10° 35′ S, 23° 15′ O, par des charges de profondeur lancées d'un avion américain Consolidated B-24 Liberator de l'escadron VB-107/B-3, alors qu'il se trouve en compagnie de l'U-66 pour se ravitailler.

50 membres d'équipage sur les 65 meurent dans cette attaque. L'U-66 parvient à s'échapper.

## Affectations successives
- 4. Unterseebootsflottille du 14 mars 1942 au 30 septembre 1942 (entrainement)
- 10. Unterseebootsflottille du 1er octobre 1942 au 30 novembre 1942 (service actif)
- 12. Unterseebootsflottille du  1er décembre 1942 au 6 février 1944 (service actif)

## Commandement
- Korvettenkapitän Wilhelm Schulze du 14 mars 1942 au 23 mars 1943
- Korvettenkapitän Robert Gysae du 24 mars au 16 octobre 1943
- Korvettenkapitän Heinz Buchholz du 17 octobre 1943 au 6 février 1944

## Patrouilles
|       | Commandant             | Départ            | Départ     | Arrivée          | Arrivée    | Jours     | Succès   |
| ----- | ---------------------- | ----------------- | ---------- | ---------------- | ---------- | --------- | -------- |
| 1     | Kptlt. Robert Gysae    | 17 septembre 1942 | Kiel       | 22 janvier 1943  | Bordeaux   | 128 jours | 51 959   |
| 2     | Kptlt. Robert Gysae    | 1er avril 1943    | Bordeaux   | 1er octobre 1943 | Bordeaux   | 184 jours | 38 017   |
|       | KrvKpt. Heinz Buchholz | 23 décembre 1943  | Bordeaux   | 26 décembre 1943 | La Pallice | 4 jours   |          |
| 3     | KrvKpt. Heinz Buchholz | 2 janvier 1944    | La Pallice | 6 février 1944   | Coulé      | 36 jours  |          |
| Total | Total                  | Total             | Total      | Total            | Total      | 348 jours | 89 976 t |

Note : Kptlt = Kapitänleutnant - KrvKpt. = Korvettenkapitän 

## Navires coulés
L'Unterseeboot 177 a coulé 14 navires marchands pour un total de 87 388 tonneaux  et endommagé un navire marchand de 2 588 tonneaux au cours des 3 patrouilles (348 jours en mer) qu'il effectua.
| Date             | Nom                | Nationalité | Tonnage (GRT) | Fait      |
| ---------------- | ------------------ | ----------- | ------------- | --------- |
| 2 novembre 1942  | SS Aegeus          | Grèce       | 4 538         | Coulé     |
| 9 novembre 1942  | MV Cerion          | Royaume-Uni | 2 588         | Endommagé |
| 19 novembre 1942 | SS Scottish Chief  | Royaume-Uni | 7 006         | Coulé     |
| 20 novembre 1942 | SS Pierce Butler   | USA         | 7 191         | Coulé     |
| 28 novembre 1942 | RMS Nova Scotia    | Royaume-Uni | 6 796         | Coulé     |
| 30 novembre 1942 | SS Llandaff Castle | Royaume-Uni | 10 799        | Coulé     |
| 7 décembre 1942  | SS Sawahloento     | Pays-Bas    | 3 085         | Coulé     |
| 28 mai 1943      | SS Agwimonte       | USA         | 6 679         | Coulé     |
| 28 mai 1943      | MV Storaas         | Norvège     | 7 886         | Coulé     |
| 6 juillet 1943   | SS Jasper Park     | Canada      | 7 129         | Coulé     |
| 10 juillet 1943  | SS Alice F Palmer  | USA         | 7 176         | Coulé     |
| 29 juillet 1943  | MV Cornish City    | Royaume-Uni | 4 952         | Coulé     |
| 15 août 1943     | SS Efthalia Maria  | Grèce       | 4 195         | Coulé     |

### Référence
1. ↑  Sources : Blair, vol 2, page 301
2. ↑  http://uboat.net/boats/successes/u177/html

### Source
- (en) Cet article est partiellement ou en totalité issu de l’article de Wikipédia en anglais intitulé « German submarine U-177 » (voir la liste des auteurs).